# 크리스 레이
크리스토퍼 토마스 레이(Christopher Thomas Ray, 1982년 1월 12일~, 탬파 출생)는 메이저 리그 샌프란시스코 자이언츠의 구원 투수이다.
레이는 플로리다주의 힐스보로 고등학교를 졸업하고 윌리엄 앤 메리 대학교에 재학하던 중 2003년 메이저 리그 드래프트에서 3라운드에 뽑혔다. 그는 2005년 6월에 콜업되기 이전까지 2003년과 2004년 시즌을 오리올스의 마이너 리그 베이스볼에서 보냈다.

## 불펜(2005)
2005년, 레이는 거의 20이닝을 던지며 단지 2자책점만을 허용했음에도 불구, 8월 오리올스 구단은 레이를 그들의 더블A 구단인 Bowie Baysox로 내려보냈다. 그러나 그가 8월 말에 다시 콜업됨에 따라 Bowie에서의 그의 역할은 짧았다. 그는 그의 2번째 메이저 리그 경험에서 16이닝동안 4자책점을 기록했다. 레이는 2005시즌을 41게임동안 40이닝, 방어율 2.66, 1승 3패, 8홀드, 1.28 WHIP로 마쳤다.
오리올스의 코치진은 레이의 2005 시즌에서 그가 차기 마무리 투수가 될 것이라는 인상을 받았다. 그러나, 오리올스가 성장하는 유망주들을 메이저 리그에 정착시키는데 큰 성공을 거두지 못해왔기 때문에, 그들은 차분하게 레이를 2007년 시즌 중에 마무리 투수로 사용하려 했다. 그러나, 마무리 투수 비제이 라이언이 FA로 오리올스를 떠나 토론토 블루제이스로 가고, 오리올스가 FA시장에서 클로져와 계약을 못함에 따라 레이는 사실상 오리올스의 마무리 투수가 되었다.

## 마무리 투수 (2006-현재)
크리스 레이는 2006시즌의 시작을 기점으로 볼티모어 오리올스의 풀타임 클로져가 되었다. 레이는 51삼진, 2.73의 방어율, 단지 .193의 피안타율과 함께 33세이브를 쌓으며 그의 2006시즌을 성공적으로 마쳤다. 그의 성공에 오리올스는 그를 2007시즌의 클로져로 확실히 자리매김시키지만 그는 2007 시즌고작 16개의 세이브와 4.43의 방어율, 44개의 삼진을 기록하며 2006시즌의 성공을 이어가지 못하고 커리어 로우 시즌을 기록했다.
레이는 2007년 8월 17일 토미 존 서저리 수술을 받았다. 2008년 8월 마이너 리그에서 9번의 재활 등판을 했지만 메이저 리그에서는 활약하지 못했다.